# 盐政院
盐政院是清朝政府在仿行立憲時於1911年10月7日設立的管理鹽政的機構，前身為督辦鹽政處。
盐政院設有盐政大臣1人，協助盐政大臣處理事務的盐政丞1人，参议1人。盐政院設有三个厅，分別為总务厅、南盐厅和北盐厅。南盐厅和北盐厅各自負責清朝北方和南方的鹽政。各厅設有厅长1人。盐政院在各省产盐区设立正副监督。1912年1月，盐政院被撤銷，盐政由度支部負責管理。